# Bravia
BRAVIA, acronimo di Best Resolution Audio Visual Integrated Architecture, è un marchio di Sony usato per televisori LCD (inclusi LED e LED 3D) ad alta definizione e proiettori, oltre che per la gamma home cinema con il brand BRAVIA Theatre. Ha sostituito dal 2006 il marchio WEGA, fino ad allora usato da Sony per i propri apparecchi televisivi LCD.
Sul mercato giapponese il marchio BRAVIA è usato anche per i telefoni cellulari.

## Utilizzo e capacità
Come altre linee di televisori ad alta definizione, i vari modelli BRAVIA differiscono tra loro per caratteristiche e dimensione dello schermo. Le capacità di visualizzazione dipendono da quali formati ad alta definizione sono supportati e dal segnale fornito in ingresso. I televisori BRAVIA possono mostrare video provenienti da diverse fonti, la qualità dell'immagine dipende dalla qualità del segnale in ingresso al televisore.
Il connettore coassiale dell'antenna, può ricevere le normali trasmissioni televisive, quelle via cavo, i segnali provenienti da VCR/DVD e può anche ricevere e decodificare qualsiasi contenuto ad alta definizione disponibile sulla TV tradizionale o via cavo (DTT). Ad oggi la maggior parte delle trasmissioni televisive in alta definizione sono realizzate tramite l'utilizzo di contenuti in bassa risoluzione e successivamente "scalate" per adattarle allo schermo.
Altri output VCR/DVD tradizionali come S-Video o video composito erogano la risoluzione televisiva tradizionale.
L'ingresso HDMI eroga al televisore un segnale video di qualità più alta e produce l'immagine ad alta definizione di qualità migliore, raggiungendo i limiti delle capacità tecniche del televisore.
È disponibile anche un connettore VGA stile PC, tuttavia la risoluzione del segnale video proveniente da un computer può essere limitata a risoluzioni inferiori alle capacità del televisore, a seconda delle capacità della scheda video del computer.
Alcuni dei modelli di fascia alta includono la funzione MotionFlow a 200 Hz, a 400 Hz o a 800 Hz il nome che Sony dà alla propria tecnologia di interpolazione dei fotogrammi.

## Campagne pubblicitarie

### Balls
Il lancio del marchio BRAVIA è stato supportato da una campagna pubblicitaria con protagoniste 250.000 palline di gomma colorate (vere, non generate al computer) che rimbalzano giù per una via di San Francisco. La pubblicità è stata realizzata dal fotografo danese Nicolai Fuglsig con l'aiuto del guru degli effetti speciali Barry Conner. Oltre a dodici cannoni ad aria compressa, Conner predispose tre piattaforme giganti, ognuna sollevata di quindici metri in aria e contenente 35.000 palle colorate di gomma.
La prima ripresa richiese 50.000 palle spedite giù per una collina, collidendo ad un incrocio con altre 50.000 palle che erano state sparate da una traversa. Un gruppo di cinquanta tirocinanti recuperò le palle dopo ognuna delle sei riprese nei successivi quattro giorni. Ai lati della strada vennero erette delle reti da golf e ogni canale di scolo fu bloccato.
La pubblicità televisiva e cinematografica è accompagnata dalla canzone Heartbeats, scritta dal duo svedese The Knife e suonata da José González. La musica divenne molto popolare nelle stazioni radio del Regno Unito dopo la sua pubblicazione da parte di Peacefrog Records. La pubblicità aiutò l'album di José González, Veneer, a raggiungere la settima posizione nella classifica degli album nel Regno Unito.
La colonna sonora usata all'inizio del video dietro le quinte del Making of Sony BRAVIA Commercial è Everything Is Alright dei Four Tet.

#### Parodie
Una parodia di questa pubblicità è stata fatta nel Regno Unito da Tango, la marca di una bibita. La pubblicità è stata filmata a Swansea, nel Galles, e vedeva la presenza di frutta invece delle palle rimbalzanti.
Un video diffuso solo su Internet e realizzato da un clan di un videogioco vede protagonisti 64 giocatori che saltano simultaneamente giù da un pendio superando alcuni Humvee, sulla Penisola Sharqui, una località di Battlefield 2. Invece di "BRAVIA - Colour like no other", lo slogan del video di Sony, il video del clan mostra "Bunny hopping - Like no other".
Sulla televisione belga, il canale VT4 ha mostrato uno spot per un evento calcistico usando palle da calcio e la stessa musica della pubblicità di Sony.
Al Game Developers Conference del 2008 la casa di sviluppo videogiochi Crytek ha riprodotto lo spot di Sony per dimostrare le capacità del motore grafico CryEngine 2. Al posto di palle multicolore, Crytek ha usato teiere rimbalzanti. Alla fine della dimostrazione il video mostra "Realtime - Like no other.".

### 'Paint'

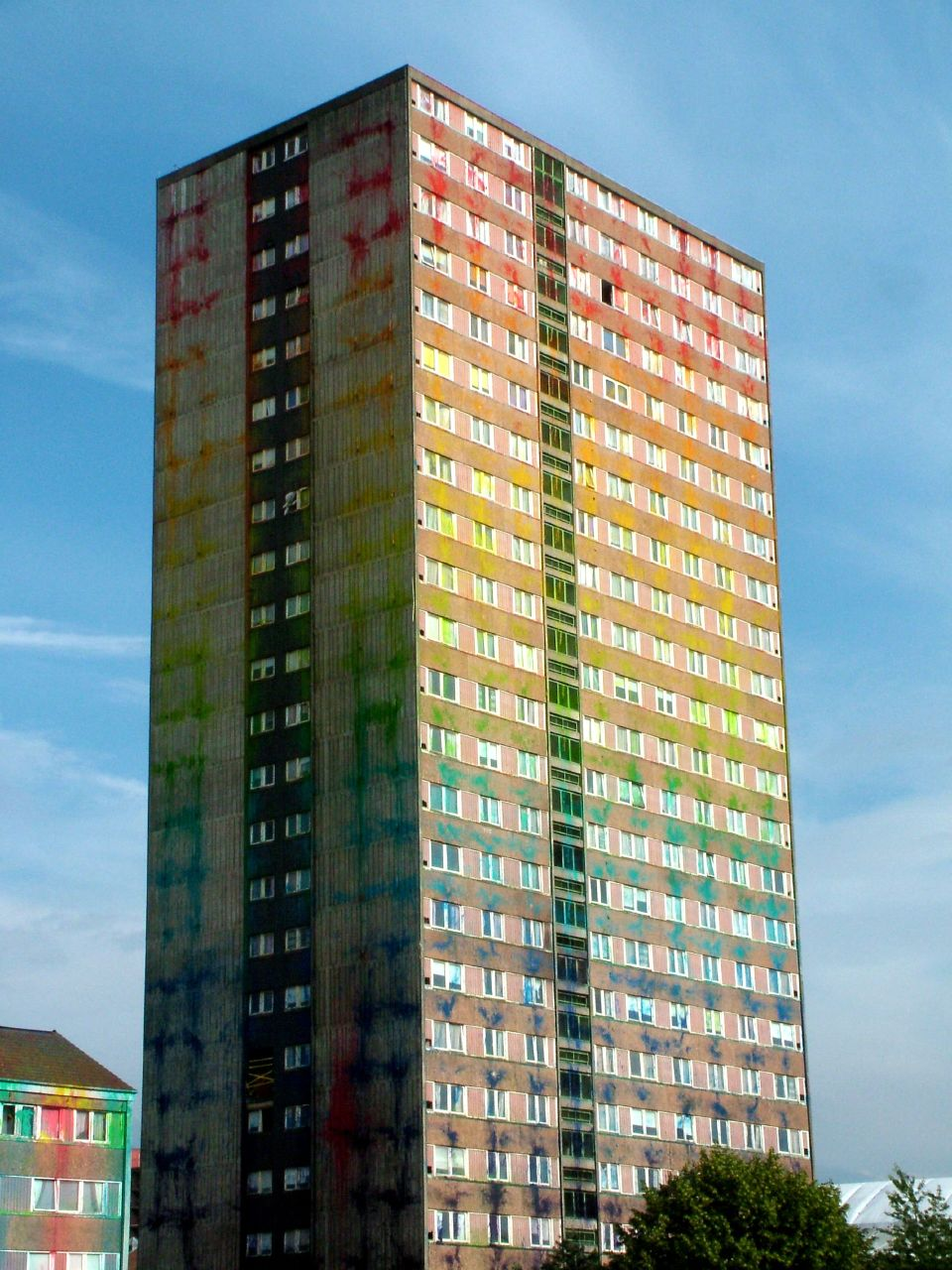
Il palazzo a Glasgow il giorno dopo le riprese dello spot

Dando seguito alla prima campagna pubblicitaria, Jonathan Glazer ha diretto lo spot successivo in cui un palazzo di cemento nel quartiere di Toryglen a Glasgow, in Scozia, è stato ricoperto da 70.000 litri di vernice ecologica con l'aiuto di oltre 1400 esplosioni ad imitazione di fuochi d'artificio. Lo spot è stato girato da una troupe di 250 persone impegnata in oltre 10 giorni di lavoro nel luglio 2006. La musica utilizzata in questa pubblicità è l'Overture de "La gazza ladra" di Gioacchino Rossini.

### 'Play-Doh (Rabbit)'
La relativa colonna sonora è "She's a Rainbow" dei Rolling Stones. Lo spot è stato filmato a New York City.

### 'Pyramid'
L'ultima pubblicità, filmata in Egitto, vede protagonisti migliaia di rotoli di cotone colorati scendere giù da una piramide.

### India
La pubblicità in India vede protagonisti migliaia di pixel antropomorfici. Il volto verde di un danzatore di Kathakali si trasforma in pixel che corrono via. Il volto si ricompone successivamente sullo schermo di un televisore BRAVIA.

### Dominos
Questa campagna pubblicitaria è stata lanciata nell'ottobre 2008. Filmata negli stati indiani di Rajastan e Uttar Pradesh. I sessanta secondi del video sul Domino conducono gli osservatori in un viaggio di colori, da un maestoso forte a Jaisalmer attraverso un deserto fino al Taj Mahal ad Agra. La musica dello spot è stata creata da Song Zu e Rob Barbato.

### BRAVIA-drome
Nel dicembre 2008 Sony ha filmato a Venaria, in Italia, un grande zoetropio chiamato BRAVIA-drome per promuovere la tecnologia Motionflow 200 Hz.
Motionflow 200 Hz è la tecnologia di interpolazione di Sony, dove tre nuovi frame al secondo vengono aggiunti per rendere le immagini più fluide. Sessantaquattro immagini del giocatore di calcio brasiliano Kaká - testimonial di Sony per BRAVIA e per l'Alta Definizione - sono state usate nel BRAVIA-drome per dimostrare che, aumentando i fotogrammi per secondo (la velocità con la quale lo zoetropio ruota), c'è un aumento della fluidità del movimento. Largo dieci metri e pesante dieci tonnellate, il BRAVIA-drome è stato ufficialmente dichiarato il più grande zoetropio del mondo dal Guinness dei primati.
La pubblicità è stata diretta da Vernie Yeung e prodotta da Fallon Worldwide, l'agenzia dietro la trilogia "Balls", "Paint" e "Play-doh".

### UBS Network News: Tale of the Tape
Il 10 novembre 2008 fu pubblicato un video su YouTube da "UBS Network News", una finta notizia che riporta un video anonimo che mostra un "Unidentifiable Fast Moving Object" (oggetto molto veloce non identificato). La seconda parte, pubblicata il 24 novembre, mostrava un giornalista intervistare uno "scienziato" riguardo all'oggetto, che sembra lasciare dietro di sé una scia come i razzi. Tuttavia, nel video finale pubblicato il 25 novembre, viene rivelato che i video facevano parte di una campagna pubblicitaria di Sony e che quando furono installati televisori BRAVIA, le riprese mostrano la pattinatrice canadese Cindy Klassen.

### Linea di prodotti

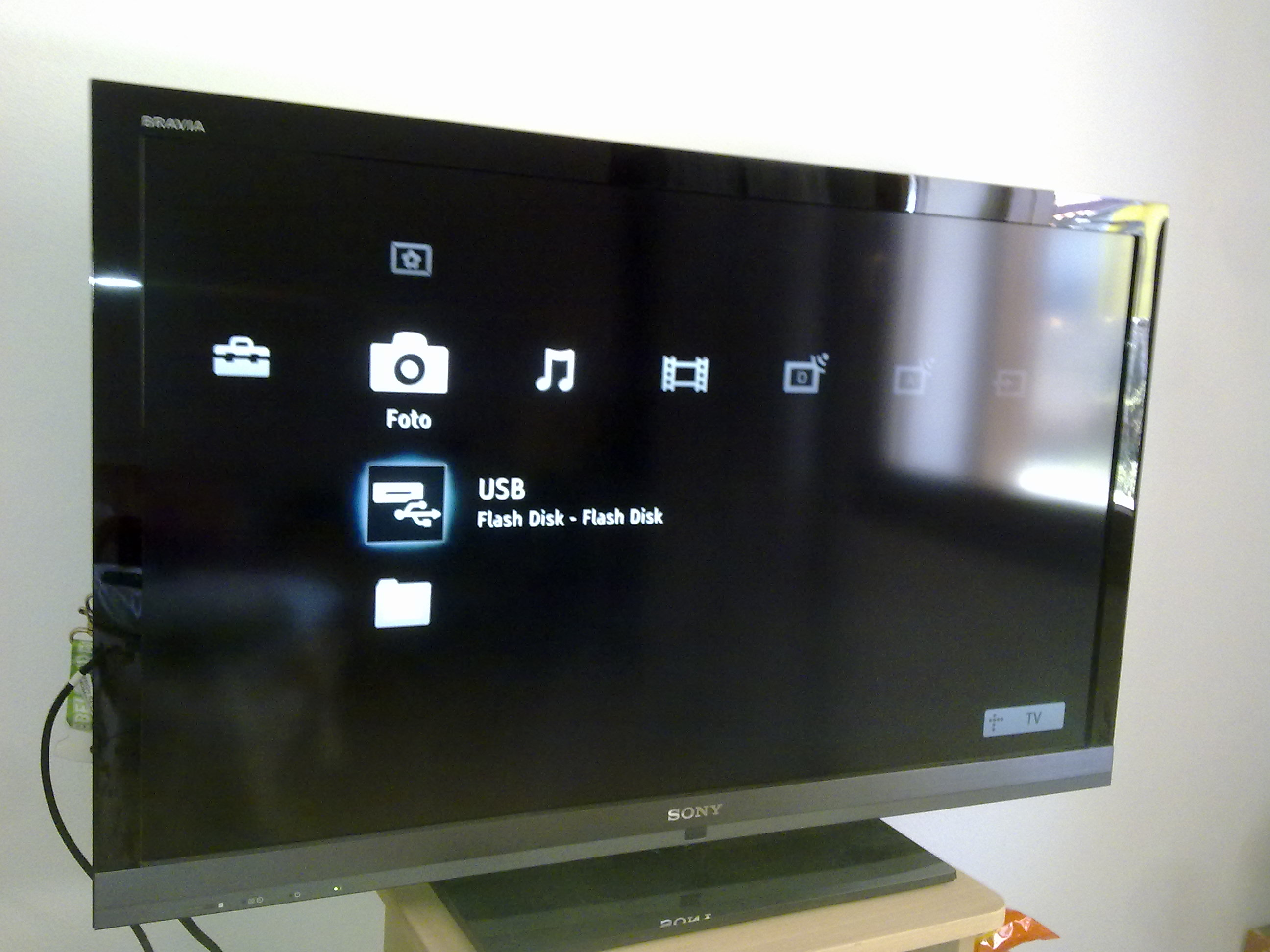
Un televisore BRAVIA della serie EX

La gamma di prodotti Sony BRAVIA comprende (2010) le seguenti serie:
- serie BX-EX (Essenza)
- serie NX (Eleganza)
- serie HX (Performance)
- serie LX (Avanguardia)

#### Green TV
In vendita da giugno 2009 il TV BRAVIA della serie WE5 è il TV di Sony che consuma meno energia rispetto ai normali modelli con la stessa qualità d'immagine, inaugurando nuovi standard di efficienza energetica. La retroilluminazione con lampade fluorescenti microtubolari a catodo caldo, il sensore di presenza intelligente, l'interruttore di risparmio energetico lo rendono il TV BRAVIA più efficiente dal punto di vista energetico, con una qualità Full HD pari agli altri TV BRAVIA 100 Hz.

#### Bravia KDL-22PX300
Il BRAVIA KDL-22PX300 è una TV HD Ready con schermo LCD di 22 pollici e risoluzione di 1366x768 a 720p. La particolarità che lo contraddistingue dagli altri televisori è il sistema PlayStation 2 incorporato, compatibile con tutti i titoli PS2 (oltre che a fungere da lettore DVD). Tuttavia i giochi non sono riprodotti in HD, ma con la stessa risoluzione delle altre PS2. È dotata di 4 ingressi HDMI e di un ingresso Ethernet per la connessione al web, inoltre è possibile inserire una chiavetta WiFi per la connessione senza fili, venduta separatamente.

### Accessori
Nell'aprile 2007, Sony ha lanciato il BRAVIA TDM-IP1, una base per Apple iPod che permette di riprodurre su un televisore BRAVIA l'audio ed il video presenti nel lettore della Apple.

## Dati interni
I pannelli LCD dei televisori BRAVIA sono fabbricati da S-LCD, una joint-venture tra Sony e Samsung.
Dalle licenze fornite con i televisori BRAVIA (modello KDL-40V2500 e presumibilmente altri modelli) risulta che il dispositivo gira almeno parzialmente su un sistema operativo Linux e usa componenti software pubblicamente disponibili.